# Подъёмный мост

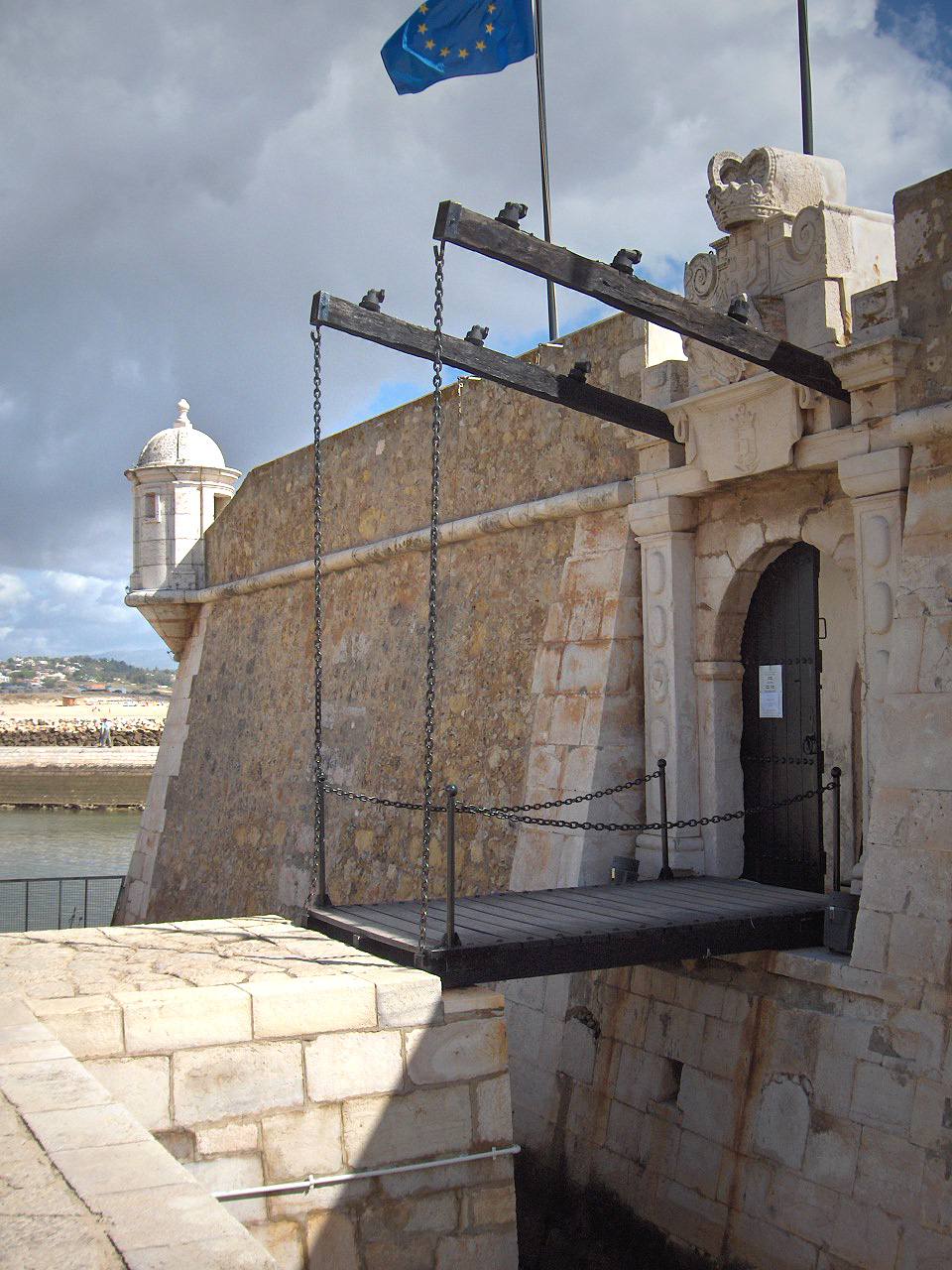
Крепостной мост (Португалия)

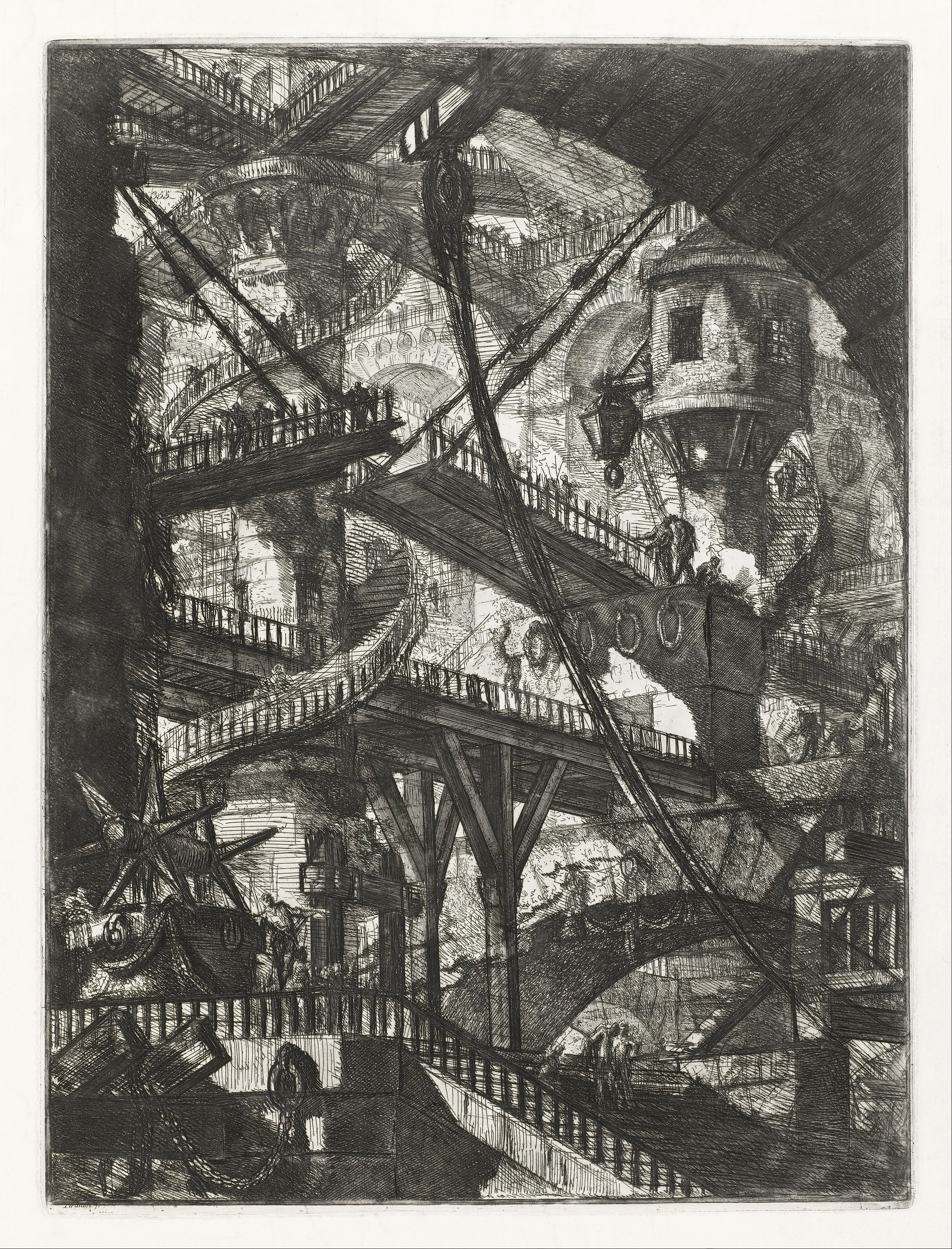
Подъёмные мосты, работа Пиранези из серии Темниц, бумажная архитектура

Подъёмный мост — вид разводного моста, пролётное строение которого поднимается и опускается в вертикальной плоскости. К подъёмным относятся простейшие и самые древние крепостные мосты, деревянные образцы которых зафиксированы уже в Древнем Египте, широко использовавшиеся в Средневековье при обустройстве крепостей и замков, а также раскрывающиеся и вертикально-подъёмные мосты.
Л. Ф. Николаи разделял механизмы подъёмных мостов, использующих поворот полотна вокруг горизонтальной оси, на три типа:
1. с неподвижной осью вращения, расположенной на конце полотна;
2. с неподвижной осью вращения, расположенной не на краю полотна;
3. с изменяющейся осью вращения.

## Крепостной мост
Крепостной мост обычно опускается одним концом на барбакан и служит переправой через крепостной ров, окружающий укрепление.
Типичная конструкция средневекового крепостного моста включала два мощных деревянных бруса с противовесами на одном конце и цепями, прикреплёнными к полотну моста — на другом. Популярностью пользовались две конструкции — «открытый» свободностоящий мост и встроенный в стену, в котором поднятое полотно моста перекрывало проём ворот (см. иллюстрацию в начале статьи). Благодаря противовесам, подъём и опускание моста были работой для двух человек. Встречались и более простые мосты, где прикреплённые к полотну цепи через блоки непосредственно заводились на лебёдку.
С распространением артиллерии в конце XV века крепостные мосты на цепях стали бесполезными, так как цепи можно было перебить ядрами. Появились новые конструкции — в одной из них подъём моста осуществлялся через рычаги, составлявшие продолжение полотна моста внутрь крепости (концы рычагов при этом опускались в подземелье внутри крепости). В мостах другой конструкции, популярной на востоке Франции и вдоль Рейна, полотно моста опускалось в ров, а рычаги, также являвшиеся продолжением полотна моста, уходили при этом вверх (в рабочем положении полотно закреплялось дополнительными брусками). Уже с XIV века подъёмные мосты в укреплениях Италии и Франции стали заменяться раздвижными.
В фортификации на Руси подъёмные мосты встречались реже, чем в Западной Европе, до наших дней не дошёл ни один. Кроме Московского и Нижегородского кремлей, где на стенах башен сохраняются следы отверстий для цепей и брусьев, достоверно известно о наличии такого моста, например, в крепости Волоколамска.